# City of Simla
Die City of Simla war ein 1921 in Dienst gestelltes Passagierschiff der britischen Reederei Ellerman Lines, das im Passagier- und Postverkehr von Großbritannien nach Indien und Afrika eingesetzt wurde. Am 21. September 1940 sank das Schiff nördlich von Nordirland, nachdem es am Vortag mit Passagieren und Fracht an Bord von einem deutschen U-Boot torpediert worden war. Drei Menschen kamen ums Leben.

## Geschichte
Das 10.138 BRT große Dampfturbinenschiff City of Simla wurde auf der Werft William Gray & Company Ltd. in West Hartlepool gebaut und lief am 10. Mai 1921 vom Stapel. Das 151,5 Meter lange und 17,7 Meter breite Passagier- und Frachtschiff wurde für George Smith and Sons Reederei City Line gebaut, die seit 1901 ein Teil der Ellerman Group (Ellerman Lines, Ltd.) war. Im November 1921 wurde das Schiff fertiggestellt. 1922 folgte das Schwesterschiff City of Nagpur (10.146 BRT), das bei Workman, Clark & Co. in Belfast gebaut und ebenfalls im Zweiten Weltkrieg versenkt wurde.
Die City of Simla wurde von vier Dampfturbinen angetrieben, die auf zwei Propeller liefen und 1.243 nominale PS leisteten. Die Höchstgeschwindigkeit lag bei 13,5 Knoten. Die Schiffe der City Line verkehrten auf der Route von Glasgow über Liverpool nach Port Said, Sues, Bombay, Karatschi, Kathiawar, Ost- und Westafrika, zurück über Kontinentaleuropa und Glasgow.
Am 20. September 1940 befand sich die City of Simla als Teil des Konvois OB-216 auf dem Weg von London über Kapstadt nach Bombay. An Bord waren 167 Passagiere, 183 Besatzungsmitglieder und 3.000 Tonnen Fracht. Das Kommando hatte Kapitän Herbert Percival. Die meisten Passagiere waren Ehefrauen und Kinder von in Indien stationierten Army-Angehörigen. Um 21.20 Uhr am Abend des 20. September wurde der Konvoi 52 Seemeilen nordwestlich von Rathlin Island vor der Küste Nordirlands von dem deutschen U-Boot U 138 (Kapitän zur See Wolfgang Lüth) angegriffen. Drei Schiffe wurden getroffen: Der Walfänger New Sevilla (13.801 BRT), das unter der Flagge Panamas fahrende Handelsschiff Boka (5.560 BRT) und die City of Simla.
Die City of Simla blieb noch einige Zeit schwimmfähig, sank aber in den frühen Morgenstunden des 21. September auf der Position (55° 59′ N, 8° 16′ W). Ein Besatzungsmitglied und zwei Passagiere kamen ums Leben. 165 Besatzungsmitglieder und 153 Passagiere wurden von dem britischen Dampfer Guinean aufgenommen und zum britischen Zerstörer Vanquisher (Lt. Adrian P. Northey) transferiert, der sie zwei Tage später in Londonderry an Land brachte. 17 weitere Besatzungsmitglieder und 12 Passagiere wurden von dem belgischen Trawler Van Dyke aufgenommen und nach Liverpool gebracht.